# Theretra suffusa
Theretra suffusa là một loài bướm đêm thuộc họ Sphingidae. Loài này có ở Nepal, đông bắc Ấn Độ, Thái Lan, miền nam Trung Quốc, Đài Loan, miền nam Nhật Bản (quần đảo Ryukyu), Lào, Campuchia, Việt Nam, quần đảo quần đảo Andaman, Malaysia (Bán đảo Mã Lai, Sarawak, Sabah), Singapore, Indonesia (Sumatra, Java, Kalimantan) và Palawan.

## Beskrivning
Sải cánh dài 80–102 mm.

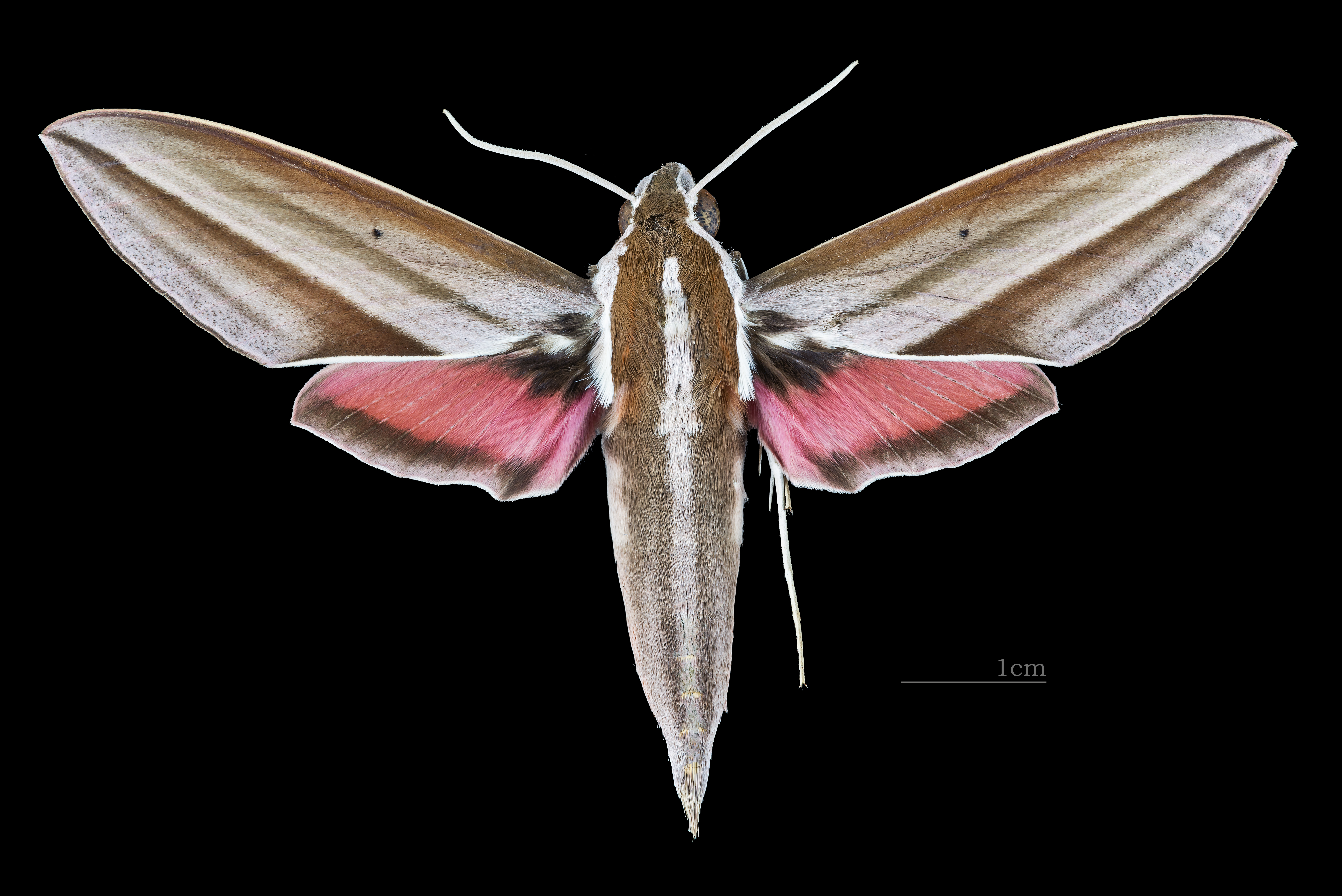
Theretra suffusa ♂
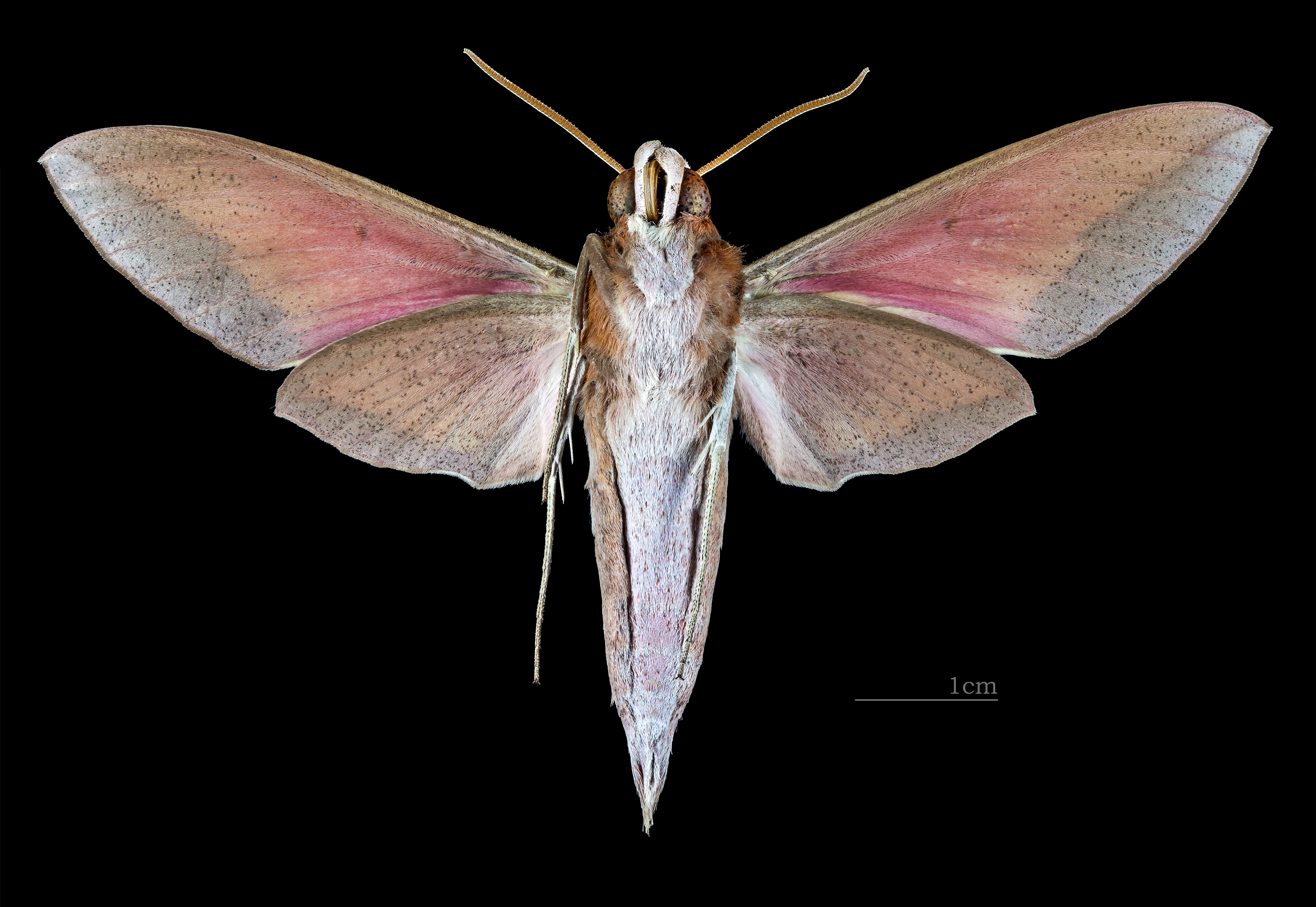
Theretra suffusa ♂ △
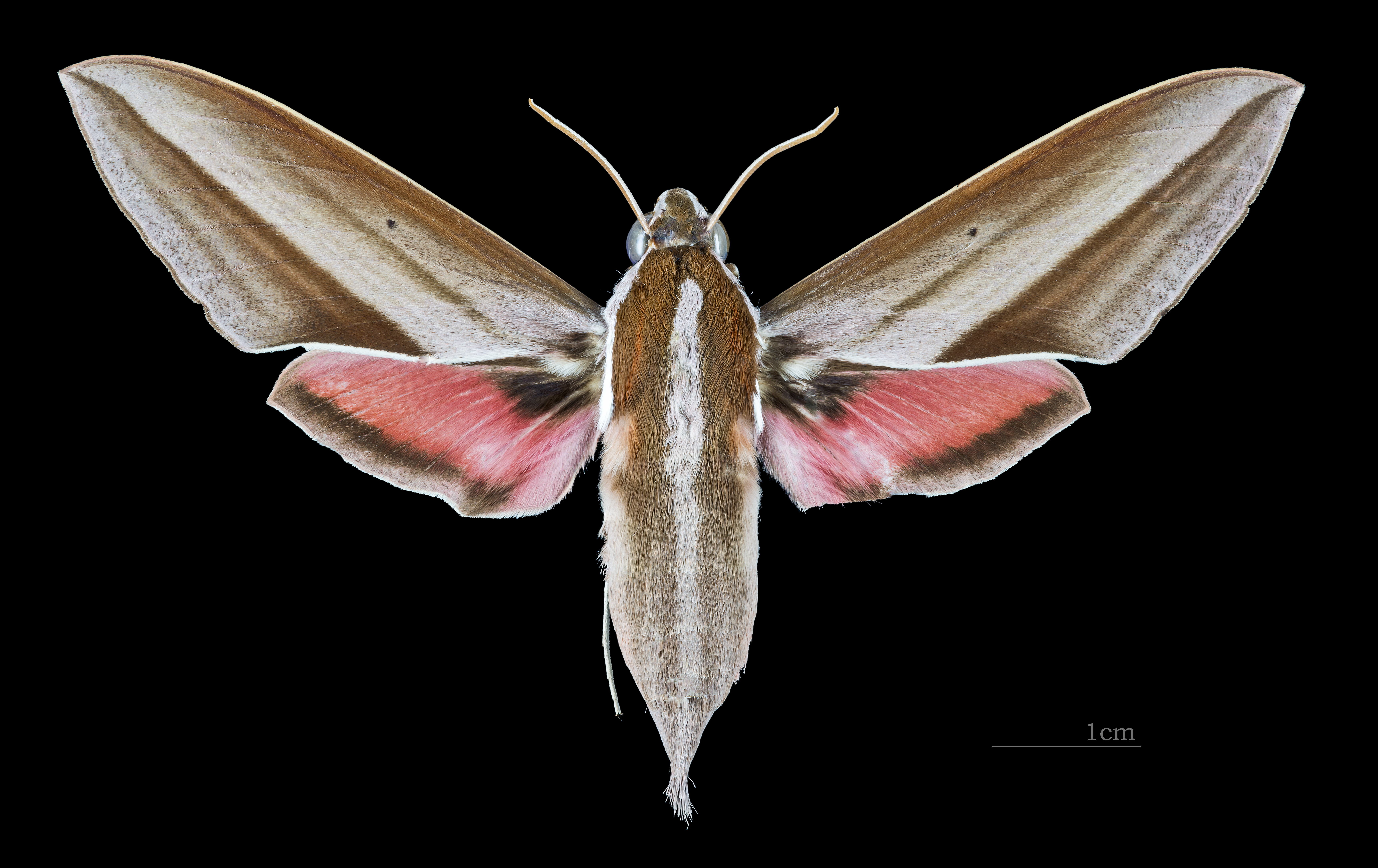
Theretra suffusa  ♀
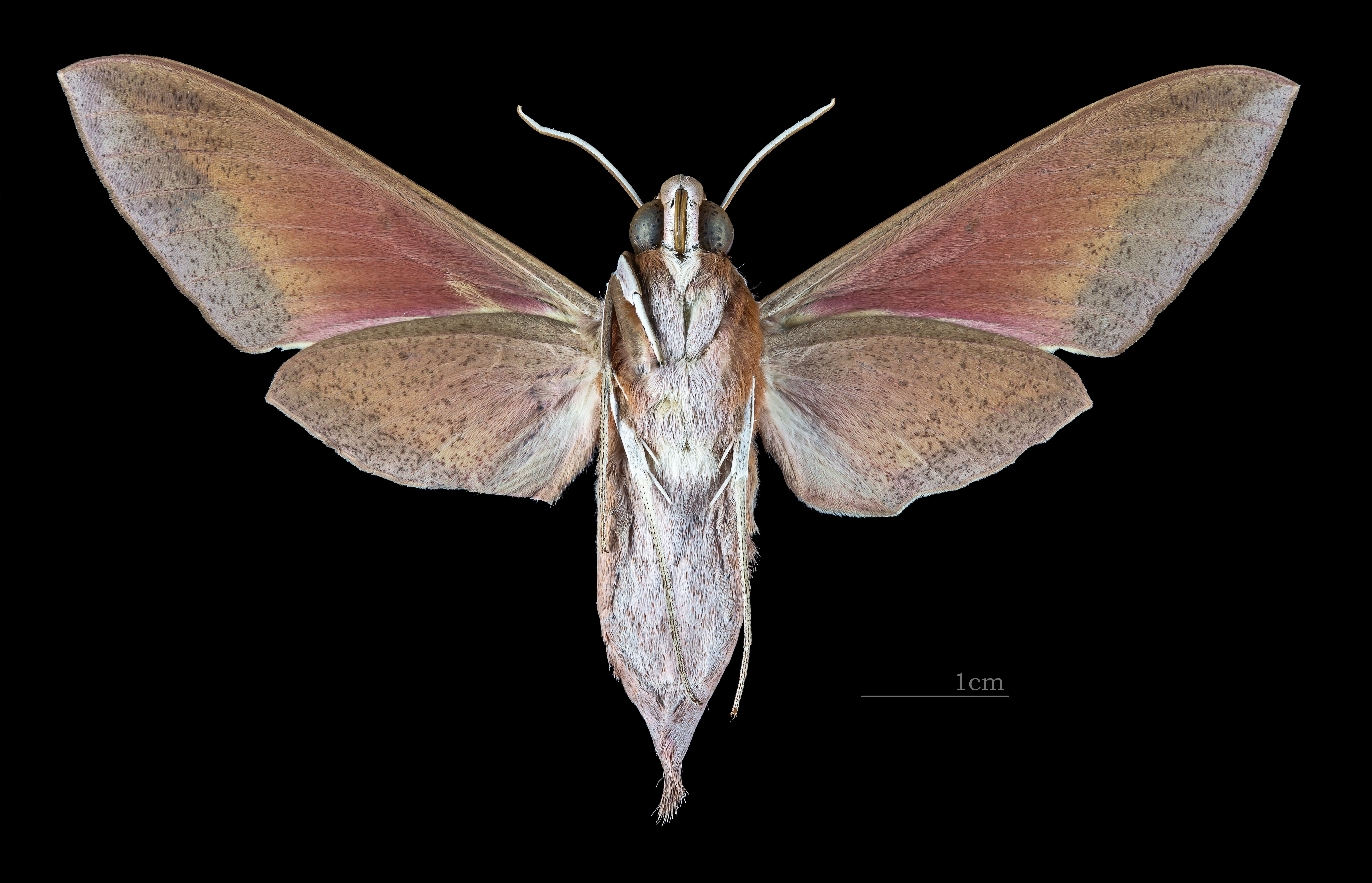
Theretra suffusa ♀ △

## Miêu tả
```
Nó giống với 
Theretra alecto
.
```

## sinh học
Ấu trùng ăn Melastoma sanguineum ở Ấn Độ.